# Discord

A Discord (hangzavar) egy ingyenes VoIP-alkalmazás és digitális terjesztési platform, amelyet legfőképp videójáték-közösségek számára terveztek, de nem zár ki semmilyen más témájú közösséget sem. A Discordot úgy tervezték, hogy nagy rendszerigényű programok (leginkább videójátékok) futtatása mellett is gördülékenyen lehessen használni. A platform rendelkezik szöveges, kép- és videó-, valamint audiokommunikációval is. A Discord Windows, MacOS, Android, iOS, Linux operációs rendszereken és böngészőkön fut. A platformnak 2019. július 21-én több mint 250 millió felhasználója volt. 

## Története
A Discord alapötlete Jason Citrontól származik, aki megalapította az OpenFeint nevű közösségi játékplatformot a mobil játékok számára. 2011-ben 104 millió dollárért adta el az OpenFeintet a GREE-nek, amiből aztán 2012-ben megalapította a  Hammer & Chisel játékfejlesztő stúdiót.
A Discord fejlesztése érdekében a Hammer & Chrisel további finanszírozást nyert a YouWeb 9+ inkubátorától, amely a Hammer & Chrisel alapítását is finanszírozta, illetve a Benchmark tőkétől és a Tencentől.
A Discord 2015 májusában nyilvánosan megjelent a discordapp.com domain néven. Jason Ciron állításai szerint nem tettek konkrét lépéseket, egy konkrét közönség megcélzása érdekében, ám a subreddits az IRC linkjeit Discord linkekre cserélte.
A Discordot az esportok és a LAN-bajnokságok játékosai széles körben használták. A vállalat profitált a Twitch adatfolyam-közvetítőkkel illetve a Diablo és a World of Warcraft subreddit közösségeivel fenntartott kapcsolatokból.
2016 januárjában a Discord további 20 millió dollár támogatást gyűjtött be, beleértve a WarnerMedia befektetését is.  2019-ben a WarnerMedia Investment Group eladta részesedését, mivel az AT&T WarnerMedia felvásárlását követően bezárták.
2018 áprilisában, a Microsoft bejelentette, hogy Discord támogatást nyújt az Xbox Live felhasználók számára, lehetővé téve számukra, hogy összekapcsolják Discord és Xbox Live fiókjaikat, hogy kapcsolatba léphessenek az Xbox Live barátok listájával a Discordon keresztül.
2018 decemberében a cég bejelentette, hogy 150 millió dolláros támogatást gyűjtött össze 2 milliárd dolláros értékeléssel. A fordulót a Greenoaks Capital vezette a Firstmark, a Tencent, az IVP, az Index Ventures és a Technology Opportunity Partners részvételével.
2020 márciusában a Discord megváltoztatta mottóját a "Chat for Gamers" -ről a "Chat for Communities and Friends" -re. Ez a COVID-19 járvány következtében a felhasználók számának növekedésére adott válaszuk része volt, amely szerver sablonok bevezetését is magában foglalta.
2020 áprilisában a Discord Twitter-felhasználónevét @discordapp-ról @discord-ra változtatták. Később, 2020 májusában, a Discord megváltoztatta elsődleges domainjét a discordapp.com-ról discord.com-ra.
2020 júniusától kezdődően a Discord bejelentette, hogy a hangsúlyt a videojátékok sajátosságairól, egy minden célra szolgáló kommunikációs és csevegő kliensre helyezi át, minden funkció számára, felfedve új "Az Ön helye beszélgetni" szlogenjét és egy felülvizsgált webhelyét.
A tervezett változtatások között szerepelne a kliensen belüli játék-viccek számának csökkentése, a felhasználók beszállási élményének javítása, valamint a szerverek kapacitásának és megbízhatóságának növelése. A vállalat bejelentette, hogy további 100 millió dolláros beruházást kapott e változások elősegítésére.

## Jellemzői
A Discord  a magán- és az állami közösségek létrehozására és kezelésére készült. Ez a felhasználók számára hozzáférést biztosít a kommunikációs szolgáltatások köré összpontosító eszközökhöz, például a hang- és videohívásokhoz, az állandó csevegőszobákhoz, valamint a többi játékos-központú szolgáltatással való integrációhoz, valamint a közvetlen üzenetek küldésének és a személyes csoportok létrehozásának általános képességéhez. Bár eleinte úgy tűnik, hogy a Discord szolgáltatásai csak a játékosok felé irányulnak, az utóbbi években számos új frissítést hozott, ami az egész lakosság számára hasznosabbá tette.

### Szerverek
A Discord közösségek szervereknek nevezett csatornák különálló gyűjteményeibe szerveződnek. A felhasználók ingyen hozhatnak létre szervereket, kezelhetik nyilvános láthatóságukat, és akár csatornákat, akár csatornakategóriákat létrehozhatnak 250-ig .
2017 októberétől a Discord lehetővé tette a játékfejlesztőknek és a kiadóknak, hogy ellenőrizzék szervereiket. Az ellenőrzött szervereknek, például a közösségi oldalakon található ellenőrzött fiókoknak, vannak kitűzőik, amelyek hivatalos közösségként jelölik őket. Az ellenőrzött szervert a fejlesztő vagy a kiadó saját moderációs csapata moderálja. Az ellenőrzést később 2018 februárjában kiterjesztették esport csapatokra és zenei művészekre is .
2017 végéig mintegy 450 szervert ellenőriztek .
A tagok a "Server Boost" szolgáltatással segíthetik a szervereket 3 szintben jutalmak megszerzésében, amely feloldja a jobb minőségű hangcsatornákat, több hangulatjel-bővítőhelyet és egyéb juttatásokat. A felhasználók havonta 4,99 dollárért vásárolhatnak szerverekhez járulékokat. A "Discord Nitro" előfizetők két "boost"-ot és 30% kedvezményt kapnak.

### Csatornák
A csatornákat fel lehet használni hangcsevegésre és streamingre, vagy azonnali üzenetküldésre és fájlmegosztásra. A csatornák láthatósága és hozzáférése testreszabható bizonyos felhasználók hozzáférésének korlátozása érdekében. Például egy csatorna "NSFW" (Not Safe For Work) megjelölése megköveteli, hogy az első alkalmas nézők megerősítsék, hogy 18 éven felüliek és hajlandóak megnézni az ilyen tartalmat .

### Közvetlen üzenetek
A Discord közvetlen üzenetei ugyanúgy működnek, mint bármely más kommunikációs platformon. Lehetővé teszik az emberek számára, hogy szövegeket küldjenek, fájlokat osszanak meg, élő közvetítést küldjenek és másokat privát módon hívjanak a szervereken kívül. A Discord direct üzenetek további jellemzője, hogy legfeljebb 10 felhasználóból álló üzenetcsoportokat hozhat létre.  Ez hasonlóan működik, mint egy szerver szövegcsatornája, de egy fő különbség van, vagyis egyszerre kezdeményezhet hívást a közvetlen üzenetcsoport összes tagja számára .

### Felhasználói profilok
A felhasználók email cím segítségével regisztrálhatnak a Discord-ra, amit követően lére kell hozzanak egy felhasználónevet. Ahhoz, hogy több felhasználó használhassa ugyanazt a felhasználónevet, hozzájuk rendelnek egy négyjegyű számot, amelyet "diszkriminátornak" neveznek, és egy előtagot "#", amely hozzáadódik a felhasználónév végéhez.
Mind a szerver, mind a felhasználói szinten a Discord lehetővé teszi a felhasználók számára, hogy ezeket összekapcsolják a Twitch vagy más játékszolgáltatási fiókjukkal.
A felhasználók profilképet rendelhetnek a profiljukhoz, a Discord Nitro (a Discord bevételszerzési tervének része) előfizetői pedig animált profilképeket használhatnak.

### Videohívások és streaming
A videohívásokat és a képernyőmegosztást 2017 októberében vezették be, lehetővé téve a felhasználók számára, hogy privát videohívásokat kezdeményezzenek legfeljebb 10 felhasználóval, később 40-re nőttek a COVID-19 járvány következtében.
2019 augusztusában ezt kibővítették a szerverek élő streaming csatornáival. A felhasználó megoszthatja képernyőjét, ha a Discord észlelte, hogy játékot játszik, és az adott csatornán mások is csatlakozhatnak a csatornához, hogy megnézzék a közvetítést.Míg ezek a funkciók utánozzák az olyan platformok élő közvetítési képességeit, mint a Twitch, a vállalat nem tervezi, hogy versenyezzen ezekkel a szolgáltatásokkal, mivel úgy gondolja, hogy ezeket a szolgáltatásokat leginkább kis csoportok használhatják.

### Digitális terjesztés
2018 augusztusában a Discord elindította a játékbolt bétaverzióját, amely lehetővé tette a felhasználók számára, hogy a szolgáltatáson keresztül válogatott játékokat vásároljanak. Ez magában foglalja a "First on Discord" játékcsomagot, amelyet fejlesztőik tanúsítanak a Discord segítségének elindításában, 90 napos exkluzivitást biztosítva ezeknek a játékoknak a Discord piacon. A Discord Nitro előfizetői előfizetésük részeként hozzáférhetnek egy változó játékkészlethez is, ami miatt a Nitro árát 4,99 dollárról 9,99 dollárra növelték. Később megjelent egy olcsóbb 'Nitro Classic' szolgáltatás is, amely ugyanazokkal a juttatásokkal rendelkezik, mint a Nitro, de nem tartalmazza az ingyenes játékokat.

### Fejlesztői eszközök
2016 decemberében a vállalat bemutatta GameBridge API-t, amely lehetővé teszi a játékfejlesztők számára, hogy közvetlenül integrálódjanak a Discord-ba a játékokkal.
2017 decemberében a Discord hozzáadott egy szoftverfejlesztő készletet, amely lehetővé teszi a fejlesztők számára, hogy játékukat integrálják a "rich presence" elnevezésű szolgáltatással. Ezt az integrációt általában arra használják, hogy a játékosok a Discordon keresztül csatlakozhassanak egymás játékaihoz, vagy hogy a Discord profiljukban információkat jelenítsenek meg a játékosok játékmenetéről. 2017 végére körülbelül 20 szerver használta a "rich presence" funkciókat.
A Discord eszközöket is kínál a felhasználók számára saját internetes Bot-ok létrehozására.  Vannak olyan eszközök, mint a discord.js, amelyek lehetővé teszik a BOT-ok fejlesztőinek, hogy kölcsönhatásba lépjenek a Discord API-val, hogy ellenőrizzék a BOT-ukat.

## Előnyei
- Ingyenes
- Egyszerű beüzemelés és használat
- Szöveges-, képi-, videó- és hangkommunikációra is képes
- Kisebb méretű fájlok átvitelét is biztosítja
- Felhasználási célunknak megfelelően személyre szabható
- Windows/Android/IOS/Linux rendszerekre valamint Apple Mac-re egyaránt elérhető
- Moderálható közösségi tér létrehozására nyújt lehetőséget
- Az ingyenes verzió esetleges kevéssé válása esetén potom összegért bővíthető